# Liste des monuments nationaux du Córdoba
Cet article liste les monuments nationaux du Córdoba, en Colombie. Au 6 novembre 2019, deux monuments nationaux étaient recensés.

## Patrimoine matériel
| Code national             | Monument                    | Municipalité(s)      | Adresse | Coordonnées                        | Date | Illustration                |
| ------------------------- | --------------------------- | -------------------- | ------- | ---------------------------------- | ---- | --------------------------- |
| 01-01-01-05-23-417-000001 | Place du marché de Lorica   | Santa Cruz de Lorica |         | 9° 13′ 58″ nord, 75° 49′ 01″ ouest | 1996 | Place du marché de Lorica   |
| 01-01-02-01-23-417-000001 | Centre historique de Lorica | Santa Cruz de Lorica |         | 9° 13′ 35″ nord, 75° 49′ 07″ ouest | 2000 | Centre historique de Lorica |